# Мария Георгиева
Мария Георгиева е български англицист, професор в Софийския университет „Св. Климент Охридски“.

## Биография
Родена е на 25 декември 1948 г. в Добрич. Завършва английска филология в Софийския университет. Работи като асистент и главен асистент по английски език в Института за чуждестранни студенти. По-късно е ръководител на катедра Английски език и заместник-ректор на Института за чуждестранни студенти, ръководител на Департамента по съвременна и приложна лингвистика в Нов български университет и директор на няколко програми. През 1989 г. защитава докторска дисертация на тема The Modal Verbs in English and Bulgarian – an Expanded Contrastive Analysis („Модалните глаголи в английски и български – разширен съпоставителен анализ“). През 1995 г. се хабилитира с монографията Politeness in the Bulgarian-English Interlanguage (Учтивостта в българския междинен език). Преподава в катедра Англицистика и американистика във Факултета по класически и нови филологии в Софийския университет от 1995 г. Председател е на Българското дружество по англицистика и ръководител на магистърска програма Език и култура. Работи активно в сферата на приложната лингвистика. През 2011 г. е избрана за професор в Софийския университет. Умира на 21 август 2016 г.